# Иванцево (Рамешковский район)
Иванцево — деревня в Рамешковском районе Тверской области.

## География
Находится в восточной части Тверской области на расстоянии приблизительно 36 км на восток-юго-восток по прямой от районного центра поселка Рамешки.

## История
В 1859 году в русской владельческой деревне Иванцова 5 дворов, в 1887 — 15. В советское время работали колхозы «8 Марта», «Новый путь», «1 Мая» и «Ильич». В 2001 году в деревне 5 домов местных жителей и 6 домов — собственность наследников и дачников. До 2021 входила в сельское поселение Ильгощи Рамешковского района до их упразднения.

## Население
Численность населения: 52 человека (1858 год), 98 (1887), 18 (1989), 11 (русские 82 %) в 2002 году, 12 в 2010.